# Sántatelek
Sántatelek (románul Izvorul Trotușului) falu  Romániában Hargita megyében.

## Fekvése
Gyimesfelsőlok része, az első településrész, amelyen áthalad a 12-es országút. 18,4 km-re fekszik Csíkszeredától, és 230 km-re a fővárostól, Bukaresttől, 979 m magasan a tengerszint felett.

## Éghajlata
|                  | Január | Május  | Augusztus | Október | Év     |
| ---------------- | ------ | ------ | --------- | ------- | ------ |
| Max. hőmérséklet |        |        | 18 °C     |         | 5 °C   |
| Min. hőmérséklet | -10 °C |        |           |         |        |
| Csapadék         |        | 147 mm |           | 42 mm   | 922 mm |

## Nevének eredete
Régi neve Juda volt, melyet első birtokosa után 250 évig viselt. Román neve Tatrosfőt jelent, a Tatros itteni forrása után.

## Története
A trianoni békeszerződésig Csík vármegye Szépvízi járásához tartozott. 1992-ben 685 magyar lakosa volt. Népsűrűsége 43/km².

## Fordítás
- Ez a szócikk részben vagy egészben  az   Izvorul Trotușului című szebuano Wikipédia-szócikk fordításán alapul.  Az eredeti cikk szerkesztőit annak laptörténete sorolja fel. Ez a jelzés csupán a megfogalmazás eredetét és a szerzői jogokat jelzi, nem szolgál a cikkben szereplő információk forrásmegjelöléseként.